# Rony Martínez
Rony Darío Martínez Alméndarez (Olanchito, 1987. augusztus 15. –) hondurasi válogatott labdarúgó, jelenleg a Real Sociedad játékosa. Posztját tekintve csatár.

## Külső hivatkozások
- Rony Martínez a national-football-teams.com honlapján